# Storz

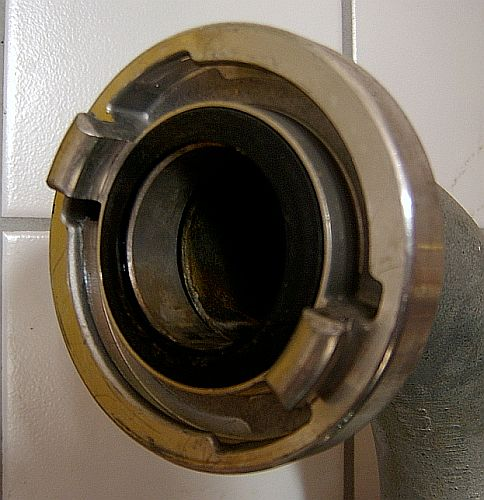
La forma di attacco di un raccordo Storz

Lo Storz è un tipo di raccordo antincendio inventato da Guido Storz nel 1882, che si collega utilizzando ganci e flange interbloccabili. È ampiamente utilizzato su tubi antincendio e nelle applicazioni antincendio. È l'accoppiamento standard sui tubi antincendio in Portogallo, Danimarca, Germania, Austria, Svizzera, Svezia, Paesi Bassi, Israele, Grecia e Australia. 

## Storia
L'accoppiamento Storz è stato registrato da Guido Storz nel 1882 ed è stato approvato e prodotto dalla società Zulauf & Cie. Tuttavia, non trovò la sua distribuzione tedesca nel settore antincendio fino al 1933, dopo che era stato prescritto come attacco standard per i pompieri tedeschi dopo un grande incendio a Öschelbronn. Luitpold Schott ha svolto un ruolo importante nell'utilizzo di accoppiamenti in alluminio per il vigile del fuoco in Germania. I giunti sono stati descritti negli standard FEN 301-316 e dovevano essere commutati al 1943.  Negli ultimi anni, i costruttori in Cina hanno cominciato a produrre raccordi Storz, componenti di sistema e tubi flessibili, che rendono disponibili prodotti Storz compatibili ad un prezzo molto vantaggioso.

## Tecnologia
L'accoppiamento Storz è un accoppiamento ermafrodito simmetrico, ossia i raccordi di collegamento da collegare sono identici su entrambi i lati dell'accoppiamento e possono essere collegati a piacere.  Oltre a ciò, ad esempio nel caso di sistemi a vite, non è necessario prestare attenzione all'assegnazione di filettature interne (filettatura femmina) ed esterne (filettatura masciho). Eliminando questa restrizione, la gestione del sistema Storz è molto più veloce e meno soggetta a problemi di quanto avviene nei sistemi di collegamento con connessioni a vite (Raccodi UNI). Questo è un bene prezioso in caso di emergenza (servizio antincendio).
A differenza dei giunti utilizzati nello spazio anglosassone, i giunti Storz non sono avvitati, ma la connessione è fatta secondo il principio di una chiusura a baionetta. Allo stesso tempo, le zampe si impegnano in corrispondenti contorni del contro-accoppiamento e sono bloccati ruotando i due semiriggi. Contrariamente a molti altri sistemi, i raccordi Storz hanno la forma esterna circolare e senza punte e angoli, rendendola facile da impugnare e comoda da gestire oltre che insensibile alla sporcizia e all'usura. Le parti di accoppiamento Storz (raccordi di tubo flessibile e parti filettate) sono di solito realizzate in alluminio e leghe di alluminio (nei primi tempi i giunti sono stati fatti di ottone e quindi molto più pesanti, che sono svantaggiati nell'uso). Le guarnizioni per questi giunti sono costituiti principalmente da gomma nitrilica. 
Gli accoppiamenti Storz vengono utilizzati quasi ovunque dove vengono utilizzati tubi flessibili o stazionari che superino le dimensioni del tubo da giardino (1/2 e 3/4 di diametro nominale)  Ad esempio, nell'industria, nell'agricoltura, nella costruzione, nella spedizione, nelle utilities comunali, nella fornitura e nello smaltimento, nonché nell'orticoltura e nella produzione di pesci. Gli accoppiamenti in ottone, in metallo fuso e in acciaio inox sono utilizzati nei settori dell'acqua potabile, della costruzione navale, della trasformazione alimentare, dell'industria chimica e di altri casi speciali. Per questi giunti sono presenti guarnizioni in EPDM, silicone, Viton e altri materiali.
Gli accoppiamenti Storz-D sono raramente utilizzati nel normale servizio antincendio, come il tubo di aspirazione per agenti di schiuma. Tuttavia, spesso si trovano in protezione antincendio stazionaria, come spruzzatura o idranti a parete.

## Sistemi di accoppiamento tubo

### Accoppiamento pressione

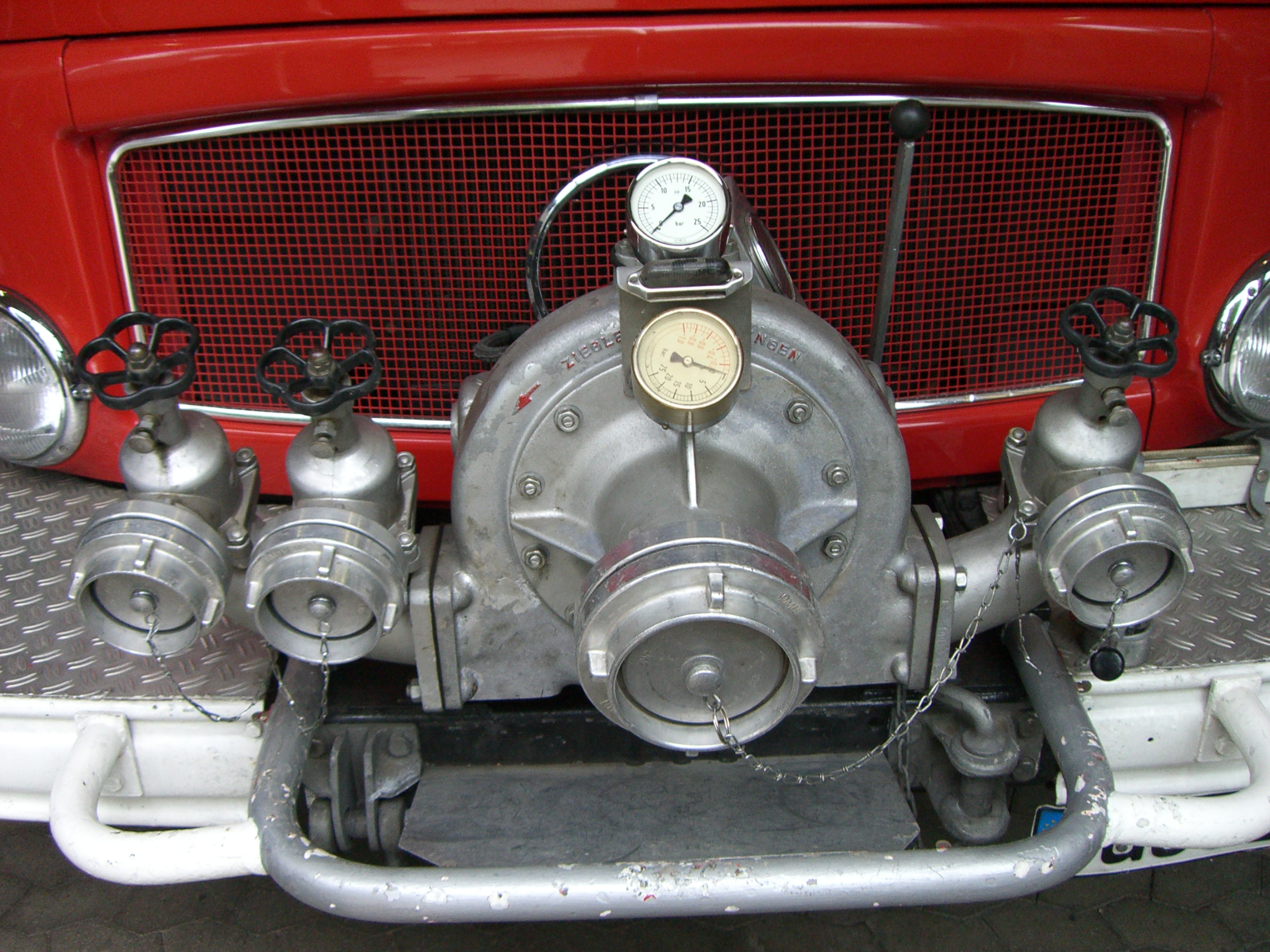
Pompa di un'autobotte con raccordi Storz

Gli attacchi di pressione vengono utilizzati per collegare i tubi di pressione.  Essi sono costituiti da una parte rotante dell'asta, da una barra di collegamento, da un anello di bloccaggio e da un anello di tenuta con labbro di pressione.  Un vantaggio particolare del sistema Storz (a differenza di Geka, per esempio) è il collegamento girevole della parte dell'asta e dell'ugello del tubo (con il suo labbro di tenuta), il che significa che le guarnizioni a pressione non devono essere intrecciate l'una contro l'altra durante l'accoppiamento ,  I raccordi Storz fino alla dimensione B possono essere collegati e scollegati manualmente senza utensili (chiave a frizione) in uno stato privo di pressione.
In Italia invece i raccordi Storz corrispondono ai seguenti raccordi UNI:
- D: raccordo UNI 25
- C: raccordo UNI 45
- B: raccordo UNI 70

In Germania, i vigili del fuoco utilizzano i seguenti raccordi:
- A: passo: 133 mm;  Diametro del tubo flessibile: 110 mm ( DIN 14323 (originariamente DIN 14300))
- B: distanza del passo: 89 mm;  Diametro del tubo flessibile: 75 mm (DIN 14303)
- C52: passo: 66 mm;  Diametro del tubo flessibile: 52 mm (DIN 14302)
- C42: Distanza di snodo: 66 mm;  Diametro del tubo flessibile: 42 mm (DIN 14332)
- S32: passo: 66 mm;  Diametro del tubo flessibile: 32 mm (DIN 14330-1)
- S28: distanza passo: 66 mm;  Diametro del tubo flessibile: 28 mm (DIN 14330-2)
- D (può anche essere usato come accoppiamento di aspirazione): Knaggenabstand: 31 mm;  Diametro del tubo flessibile: 25 mm (DIN 14301)

Inoltre, esistono ancora degli "accoppiamenti speciali" di accoppiamenti Storz, che non sono applicabili nei vigili del fuoco, in particolare gli accoppiamenti di tipo Storz 38 (distanza di passo 51 mm, quindi dimensioni tra D e C), particolarmente adatto per i tubi con taglia nominale 1 Pollici a 1,5 pollici.  Deutsche Bahn utilizza spesso Storz 38 sui tubi per riempire i contenitori d'acqua nei treni di viaggio.  Allo stesso modo, il più grande accoppiamento Storz, il tipo F, utilizzato prevalentemente nell'industria dell'acqua nelle stazioni di pompe mobili.  Ci sono anche altre dimensioni speciali Storz, ma sono molto rare.  La dimensione Storz C è la variante del sistema prodotta nei numeri di pezzi più alti.  Gli attacchi Storz sono disponibili fino al formato 12 "

## Galleria d'immagini

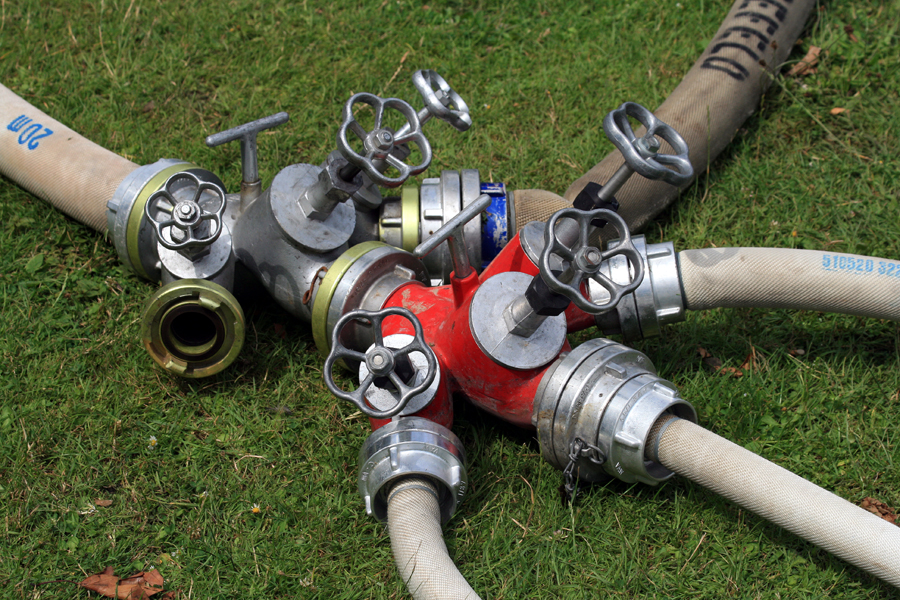
Due divisori a tre vie con raccordi Storz montati in serie. I divisori in foto hanno un ingresso di tipo C, un'uscita di tipo C e due di tipo B.
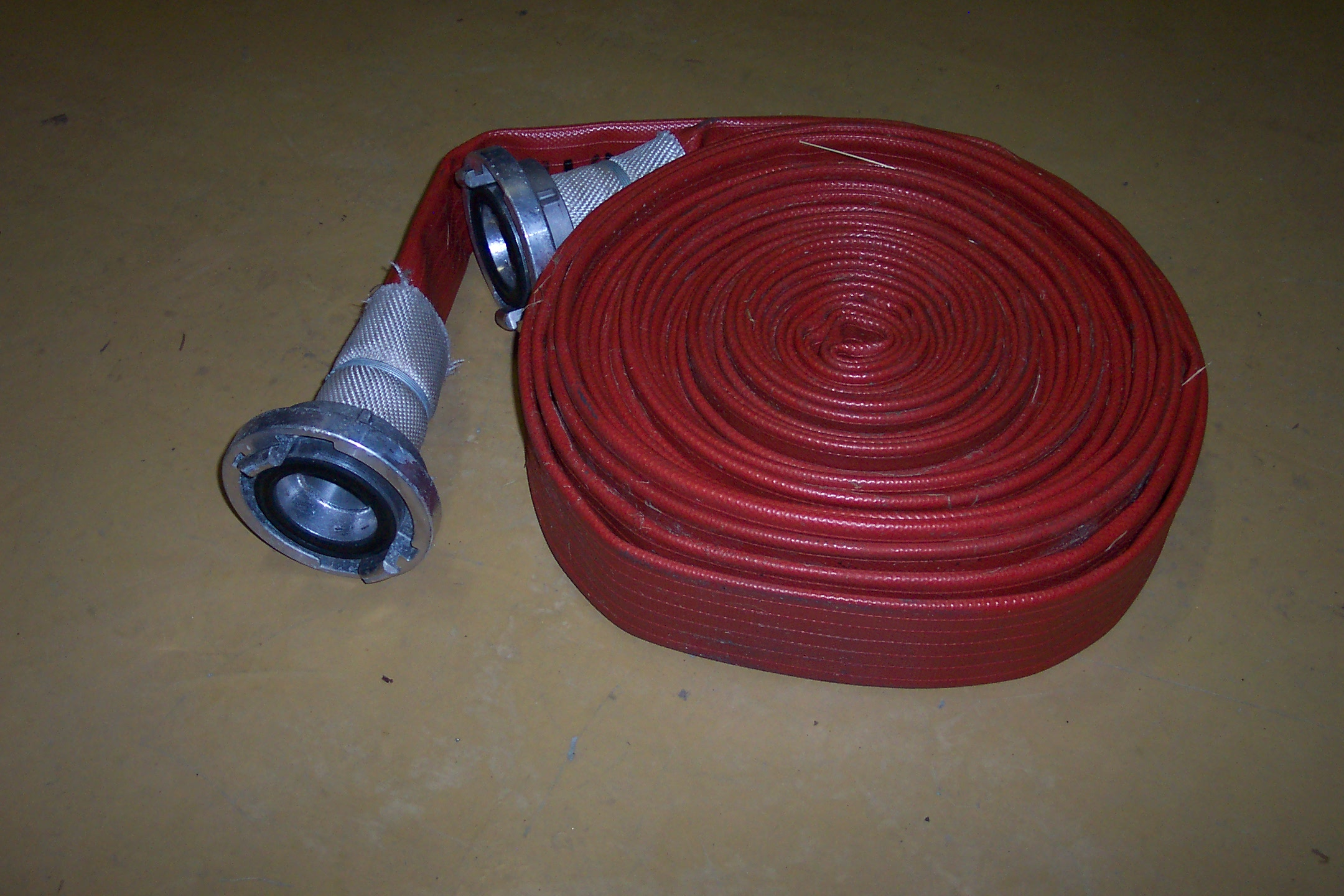
Manichetta da 75mm con raccordi Storz
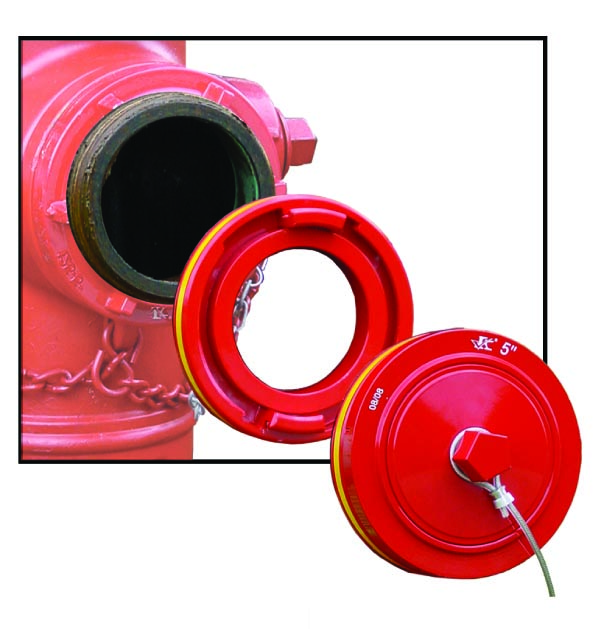
Adattatore Storz filettato per idrante antincendio
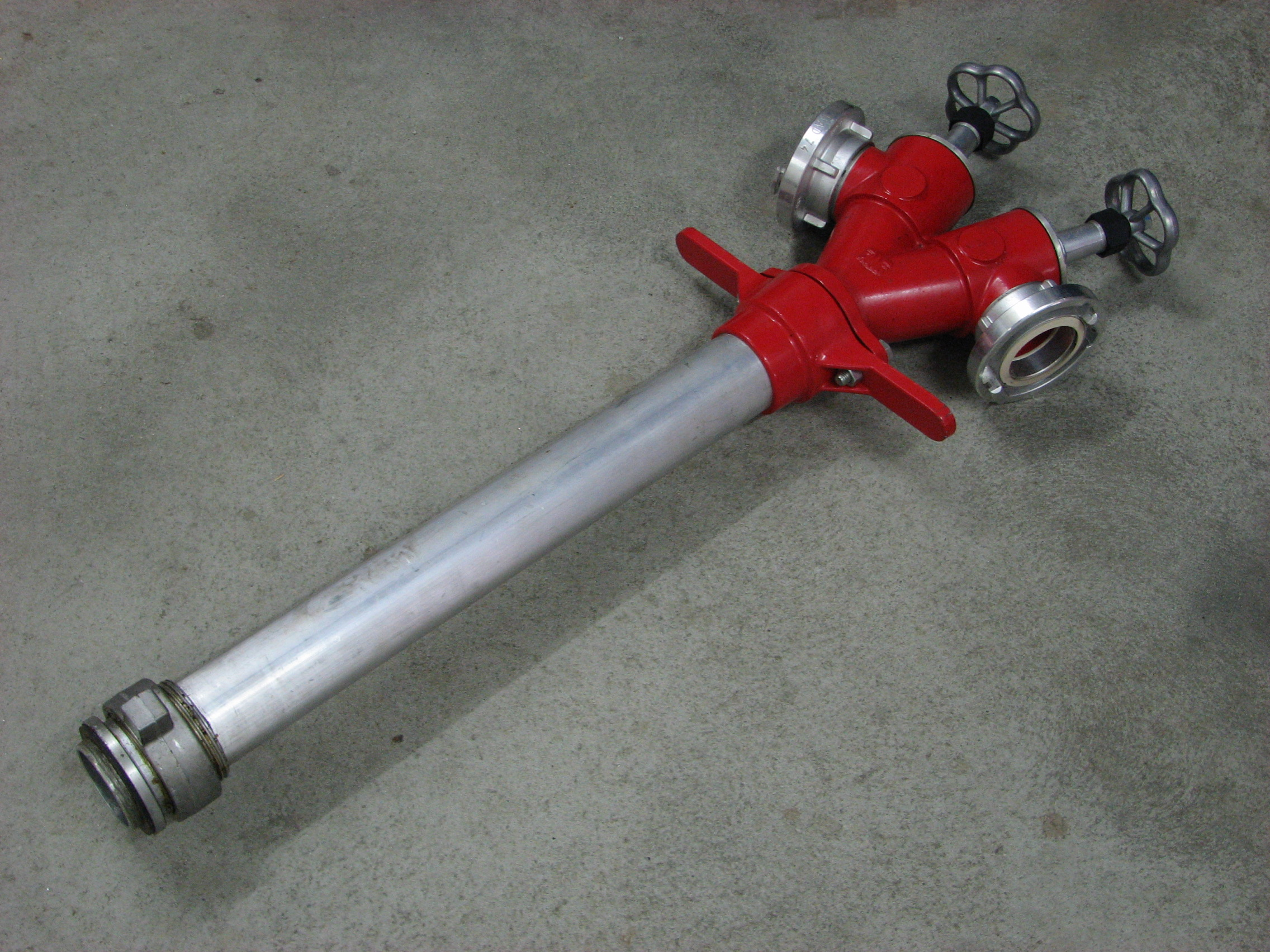
Collo di cigno 2 sbocchi con attacco Storz